# Élections législatives de 2020 à Saint-Martin
Des élections législatives se déroulent de manière anticipée le 9 janvier 2020 dans la partie néerlandaise de l'île de Saint-Martin afin de renouveler les 15 membres de son Parlement.
Le scrutin aboutit à une alternance, les partis d'opposition ayant tous obtenus des résultats en nette hausse. Un gouvernement de coalition est rapidement formé, réunissant l'Alliance nationale et le Parti populaire uni, arrivés en tête des suffrages. 

## Contexte

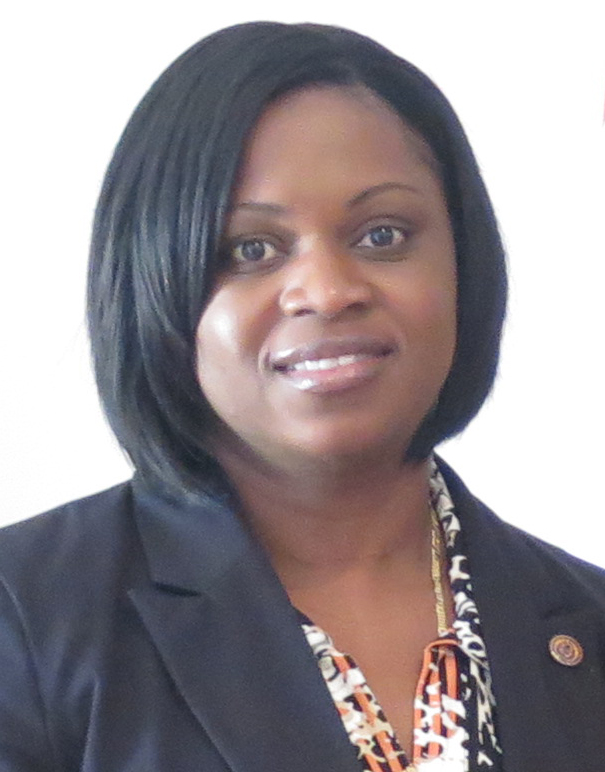
Leona Marlin-Romeo.

Les élections ont lieu de manière anticipée pour la cinquième fois en dix ans à la suite de la chute du gouvernement de la Première ministre Leona Marlin-Romeo le 23 septembre 2019. Cette instabilité politique est notamment due aux difficiles négociations avec le gouvernement néerlandais concernant la gestion d'un fonds d'aides au redressement mis en place à la suite du passage des ouragans Irma et Maria, le gouvernement central à La Haye souhaitant conditionner ces aides d'un montant de 550 millions d'euros à des mesures anti-corruption et anti-immigration. Cette instabilité s’ajoute à celle existant de longue date sur l’ile, Saint-Martin ayant connu la chute de neuf gouvernements au cours des dix dernières années. À la tête d'un gouvernement de coalition réunissant les sept élus de son parti, Démocrates unis (UD), et l'unique député du Parti chrétien (CP), Leona Marlin-Romeo dispose d'une majorité d'un seul siège au parlement lorsque l'un des élus UD, Franklin Meyers, annonce début septembre son départ du parti pour siéger dans l'opposition en tant que député indépendant.
Le 22 septembre, l'Alliance nationale et le Parti uni de Saint-Martin - fort du soutien de Meyers - annoncent disposer de la majorité absolue nécessaire à la formation d'un nouveau gouvernement, et votent dans la foulée une motion de censure à l'encontre de Marlin-Romeo et de cinq de ses six ministres. Celle-ci réagit cependant en déclenchant auparavant des élections anticipées pour le 26 novembre 2019. Le décret est signé le lendemain par le gouverneur Eugène Holiday.
Après une série de consultations menées par le gouverneur, l'opposition parvient néanmoins a former un nouveau gouvernement chargé d'assurer l'intérim jusqu'au nouveau scrutin, non sans critiquer vivement la décision de provoquer un nouveau scrutin alors qu'elle disposait d'une majorité. La nouvelle coalition se compose de l'Alliance nationale et du Parti uni de Saint-Martin ainsi que de deux autres députés DU frondeurs, Luc Mercelina et Chanel Brownbill. La député Silveria Jacobs, de l'Alliance nationale, succède à Marlin-Roméo au poste de Première ministre, bien que la formation de son cabinet, étalée sur plusieurs semaines, ne permettre à celui-ci de ne prêter serment au complet que le 19 novembre suivant,.
Le gouvernement cherche initialement à maintenir le scrutin le 26 novembre 2019, un choix qui entraîne le 1er octobre la démission de l'ensemble des membres de la commission électorale qui l'estime en violation de l'article 23 de la Constitution de Saint-Martin. Ce dernier accorde à l'ensemble des citoyens majeurs résidant dans le territoire le droit de participer aux élections,. Or, des élections organisées en novembre auraient conduit à empêcher de nouveaux partis de participer, ceux-ci devant s'enregistrer au minimum six semaines avant le jour du scrutin. Cette crise institutionnelle amène plusieurs députés néerlandais à appeler à une intervention du gouvernement central,. Confronté à ces pressions, le gouvernement par intérim décide de reporter l'organisation des nouvelles élections au 9 janvier 2020.

## Système politique et électoral
L'île de Saint-Martin est une île des caraïbes dont la partie néerlandaise est organisée sous la forme d'une monarchie parlementaire. L'île forme un État du Royaume des Pays-Bas à part entière depuis la dissolution des Antilles néerlandaises en 2010. Le roi Guillaume-Alexandre en est nominalement le chef de l'État et y est représenté par un gouverneur.
Le parlement est monocaméral. Son unique chambre, appelée États de Saint-Martin, est composée de 15 députés élus pour 4 ans selon un mode de scrutin proportionnel plurinominal dans une unique circonscription. Les États de Saint-Martin nomment le Premier ministre qui forme son gouvernement. Ce même Premier ministre propose au souverain un gouverneur de Saint-Martin, représentant de la couronne nommé pour un mandat de six ans renouvelable une fois.
Peuvent participer au scrutin les partis représentés au parlement ou ayant recueilli les signatures d'au moins 1 % du nombre de votes valides aux élections précédentes, soit ici 136 voix. La récolte des signatures a lieu le 22 novembre 2019, et voit le Parti pour le progrès (PFP), le Parti populaire uni (UP) et l'Alliance populaire progressiste (PPA) parvenir tous les trois à rassembler suffisamment de soutiens, avec respectivement 311, 205 et 178 signatures.

## Résultats
|                        |                                       |        |       |       |        |               |  |  |  |
| Partis                 | Partis                                | Voix   | %     | +/-   | Sièges | +/-           |  |  |  |
|                        | Alliance nationale (NA)               | 4 715  | 35,36 | 4,82  | 6      | 1             |  |  |  |
|                        | Parti populaire uni (UPP)             | 3 231  | 24,23 | –     | 4      | 4             |  |  |  |
|                        | Parti uni de Saint-Martin (USP)       | 1 762  | 13,21 | 0,02  | 2      | en stagnation |  |  |  |
|                        | Parti pour le progrès (PFP)           | 1 407  | 10,55 | Nv    | 2      | 2             |  |  |  |
|                        | Démocrates unis (UD)                  | 1 161  | 8,71  | 33,70 | 1      | 6             |  |  |  |
|                        | Parti chrétien (CP)                   | 759    | 5,69  | 3,02  | 0      | 1             |  |  |  |
|                        | Alliance populaire progressiste (PPA) | 326    | 2,45  | 0,38  | 0      | en stagnation |  |  |  |
|                        |                                       |        |       |       |        |               |  |  |  |
| Suffrages exprimés     | Suffrages exprimés                    | 13 333 | 97,07 |       |        |               |  |  |  |
| Votes nuls             | Votes nuls                            | 313    | 2,28  |       |        |               |  |  |  |
| Votes blancs           | Votes blancs                          | 89     | 0,65  |       |        |               |  |  |  |
| Total                  | Total                                 | 13 735 | 100   | –     | 15     | en stagnation |  |  |  |
| Abstention             | Abstention                            | 9 371  | 40,56 |       |        |               |  |  |  |
| Inscrits/Participation | Inscrits/Participation                | 23 106 | 59,44 |       |        |               |  |  |  |

## Analyses et conséquences

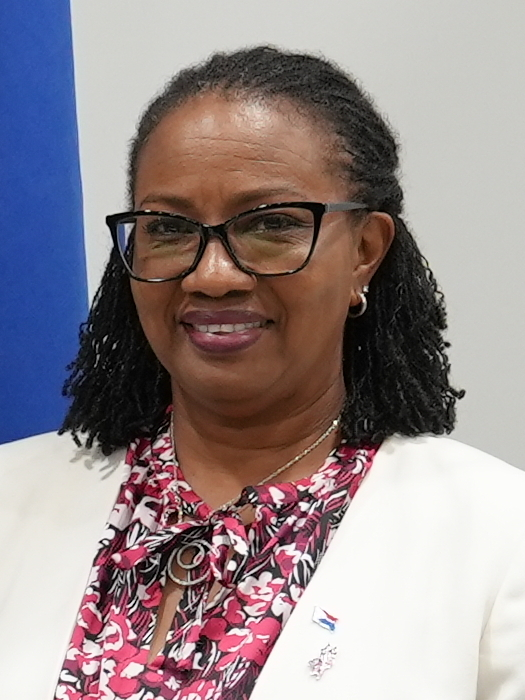
Silveria Jacobs

Le scrutin est marqué par la progression des partis d'opposition. L'Alliance nationale arrive ainsi largement en tête avec une avance de plus de 10 % des voix sur le Parti populaire uni. Ce dernier tire parti de sa reformation après le retrait de ses membres du parti Démocrates unis - issu de sa fusion en 2018 avec le Parti démocratique -, dont les résultats s'effondrent. Le parti chrétien perd également toute représentation, reléguant dans l'opposition les partis de la coalition pré-dissolution, ceux-ci ne totalisant plus qu'un seul siège. 
Le récent Parti pour le progrès, qui trouve principalement soutien parmi la jeunesse de l'île, entre au parlement avec deux sièges. Une coalition entre celui ci et l'Alliance nationale est un temps évoquée, avant qu'un accord pour un gouvernement de coalition ne soit finalement signé entre l'Alliance et le Parti populaire uni le 11 janvier, avec Silveria Jacobs pour Premier ministre.